# Hochtief
Hochtief AG er en tysk multinational bygge- og anlægsvirksomhed med hovedkvarter i Essen. Hochtief er Tysklands største konstruktionsvirksomhed og har datterselskaberne Turner Construction, USA og CIMIC Group 90 %, Australien. Spanske Grupo ACS er majoritetsaktionær i Hochtief.